# 石川県九谷焼美術館
石川県九谷焼美術館（いしかわけんくたにやきびじゅつかん）は、石川県加賀市に所在する九谷焼を収集、展示する美術館である。

## 概要
2001年に九谷焼を始めた大聖寺藩の城下町であった加賀市大聖寺に開館した。建築設計は象設計集団による。企画展示室では、様々な企画展が行われており常設展示室は、画風別に部屋が分かれており順路に従って回ると 青手 - 色絵・五彩 - 赤絵・金襴 の順で見る事が出来る。2階の喫茶室には現代作家の作品が展示され、購入する事も可能。この喫茶室の前のスペースではミニコンサート等のイベントが開かれる事もある。
2016年現在館長は武腰潤である。
2024年（令和6年）1月1日に発生した能登半島地震では、収蔵品に被害は生じなかったものの空調が故障し、敷地内の石畳隆起する被害が生じた。

## アクセス
- 所在地：〒922-0861　加賀市大聖寺地方町1-10-13
- JR北陸線大聖寺駅下車徒歩8分 古九谷の杜公園北側